# 無給電中継装置

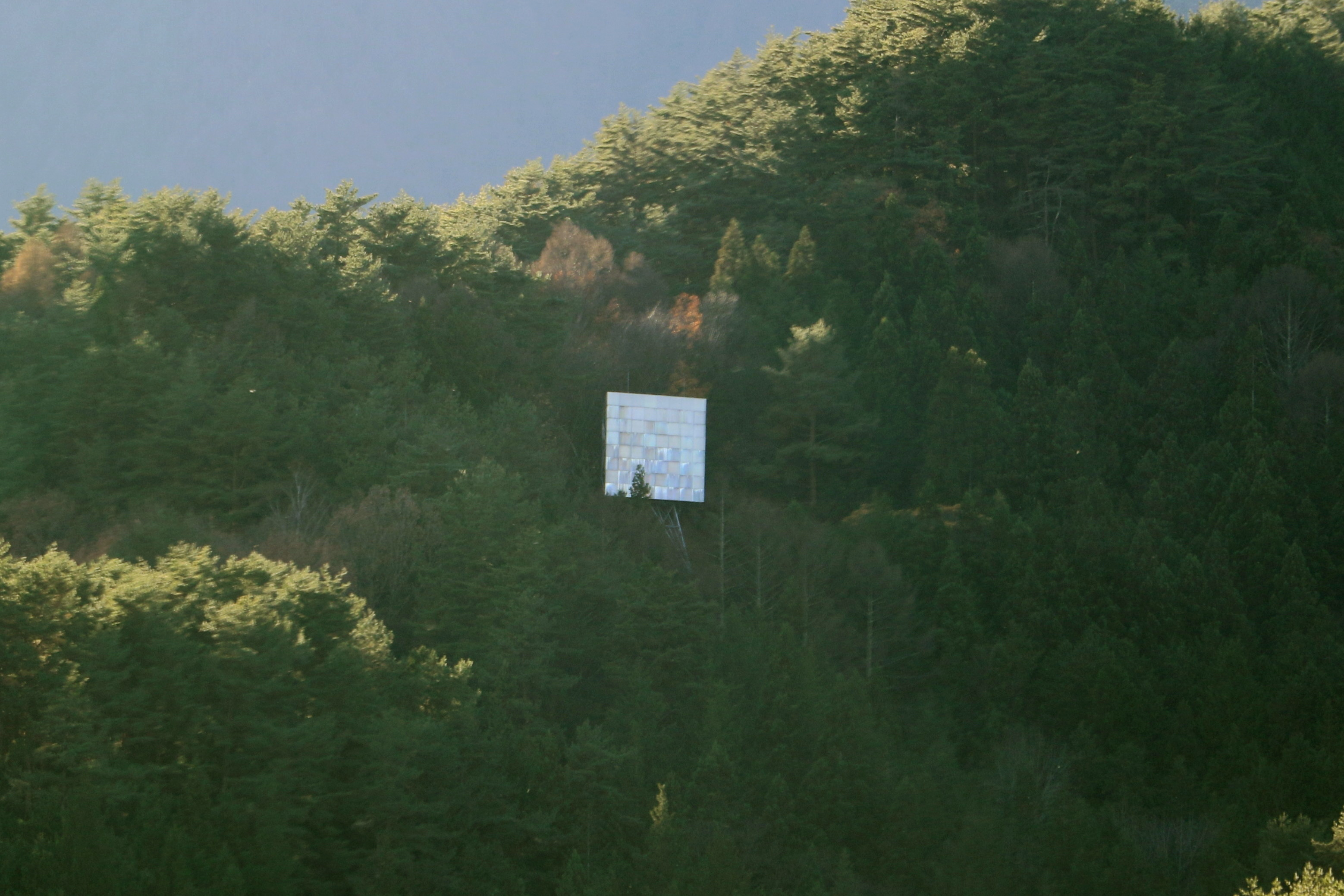
山の中腹に設置された無給電中継装置

無給電中継装置（むきゅうでんちゅうけいそうち）とは、無線通信において、増幅装置を持たない中継装置である。パッシブリピータ（passive repeater）ともいう。
金属の板によって電波を反射させるものが主流だが、2基のパラボラアンテナを背中合わせに組み合わせ、片方のアンテナで受信した電波を導波管でもう片方のアンテナに伝送し放出する形式も存在する。いずれの場合も電波の指向性を利用しており、主に3GHzから30GHz帯の周波数で利用されている。電力が不要であるため、一般的な無線中継施設と比べると低いコストで建設することができる。

## 概要
通常、SHF帯の電波による無線通信を行う際には、無線局間に障害物がないこと（見通し内伝搬）が必須である。そのため、山間部などの障害物が多い場所においては、一旦別の無線局で電波を受け、それを再送信する中継局が必要である。通常は、受信機及び送信機によって中継を行うため、給電が必要だが、特定の条件では、電波を反射させる鏡状のものを設けることで中継ができる場合がある。その条件とは、反射板と片方の中継局との距離が比較的短距離であること、反射板への入射角が一定以上であることなどである。
電波の反射に適した素材で出来た板（パラボラアンテナの反射器を平面状にしたようなもの）を設置するが、装置自体にアンテナの機能がなく（あくまでも電波を反射させるだけ）給電装置がないため無給電中継装置と呼ばれる。効率的に伝送するためには、反射面には平滑性が求められる。降雪や着氷は大敵であり、降雪・寒冷地域ではその防止のために、風でなびいて反射面をこすることで除雪を行う紐状のものが反射板前面に設置されている。
能動的に中継を行うマイクロ波中継装置（中継局）と比較して、無給電中継装置は遥かに単純で、メンテナンスが少なくて済み、電源を必要としない。中継局ではフィードバックを防ぐために送受信の周波数を変える必要があるが、無給電中継装置ではその必要がない。欠点は、増幅を行わないので、反射された信号が弱くなることである。

## 実際の使われ方
山間部の集落やダムとの通信を行う機会の多い防災無線や、谷あいに設置される水力発電所近辺でよく見られる設備であり、山頂や山の中腹に板状の物体が見られることがある。2枚の反射板を組み合わせることで、元々到来してきた経路とほぼ同じ方角へ電波を中継することも多い。
実例が少ないものの、この装置は放送の分野でも用いられる。テレビ山口とエフエム山口は、山口市にある本局の演奏所（スタジオ等）と送信所である大平山（防府市）との間に稜線が立ちはだかっているため、それぞれ山口市内の山腹に自局用の無給電中継装置を設けている。また福島県福島市土湯温泉町野地近辺にはテレビ局の反射板が集中して設置されており、土湯温泉町鷲倉山にテレビユー福島高山反射板が、耶麻郡猪苗代町若宮横向山甲にNHK福島放送局野地反射板が、猪苗代町若宮に福島テレビ野地反射板がある（野地温泉#無線中継施設を参照）。
他方、伝送品質の劣化や周波数利用効率の悪化につながることから、日本電信電話公社のマイクロ回線では積極的に利用されなかった。